# Guerre soviéto-polonaise
Guerre soviéto-polonaise
Batailles
- Offensive vers l'Ouest
- Opération Minsk
- Daugavpils
- Letychiv
- Koziatyn
- Opération Kiev
- Radzymin
- Varsovie
- Komarów
- Rivière Niémen

La guerre soviéto-polonaise, guerre polono-soviétique ou guerre russo-polonaise a eu lieu de février 1919 à mars 1921 et est l'une des conséquences de la Première Guerre mondiale. Les frontières entre les deux États naissants, la Russie soviétique et la Deuxième République polonaise, n'avaient pas été clairement définies par le traité de Versailles. Cette lutte armée avait un double enjeu politique et territorial. En effet, la Russie soviétique voulait instaurer une Pologne communiste et ainsi faire sa jonction avec la Hongrie soviétique et les révolutionnaires allemands. Par ailleurs, il y avait un désir des Polonais de récupérer des territoires perdus lors des partages de la Pologne à la fin du XVIIIe siècle, et, du côté des Soviétiques, une volonté de récupérer ceux que possédait l'Empire russe.
Les deux États revendiquent la victoire dans ce conflit mais le traité de 1921 se traduit pour la Pologne par des concessions territoriales au regard de la situation frontalière en avril 1920.

## Noms et dates du conflit
Cette guerre est connue sous différentes appellations. « Guerre soviéto-polonaise » est sans doute l'appellation la plus courante, mais l'URSS n'a été officiellement proclamée qu'en décembre 1922 : c'est donc la Russie soviétique qui fut l'adversaire de la Pologne dans ce conflit. D'autres noms comme « guerre russo-polonaise de 1919-1921 » (pour la distinguer des précédents conflits) et « guerre bolchevique » (en polonais : wojna bolszewicka) ainsi que « guerre de 1920 » (en polonais : wojna roku 1920) sont souvent utilisés dans des sources polonaises, alors que les historiens soviétiques l'appellent plutôt « guerre contre la Pologne blanche », ou bien la considèrent tout simplement comme faisant partie de la « guerre contre l'interposition étrangère » ou de la guerre civile russe. Les historiens russes modernes parlent de « guerre contre la Pologne de 1920 ».
Il y a controverse autour de la date du début du conflit. Les historiens communistes ainsi que l'Encyclopædia Britannica considèrent que la guerre a commencé en avril 1920 par l'offensive polonaise en Ukraine appelée opération Kiev. Mais d'autres, comme l'encyclopédie libre polonaise Internetowa encyklopedia PWN ou l'historien Norman Davies, estiment l'offensive de l'Armée rouge de 1919 comme étant à l'origine du conflit (en), bien que la guerre n'ait été officiellement déclarée qu'en 1920 : les événements de 1920 seraient une conséquence logique, et prévisible, du prélude de 1919. Tout dépend de la souveraineté considérée des territoires en litige : s'ils sont russes, l'Armée rouge est dans son droit et tente de mettre fin à une occupation étrangère, mais s'ils sont polonais, l'offensive polonaise est une riposte à l'agression de l'Armée rouge.

## Contexte

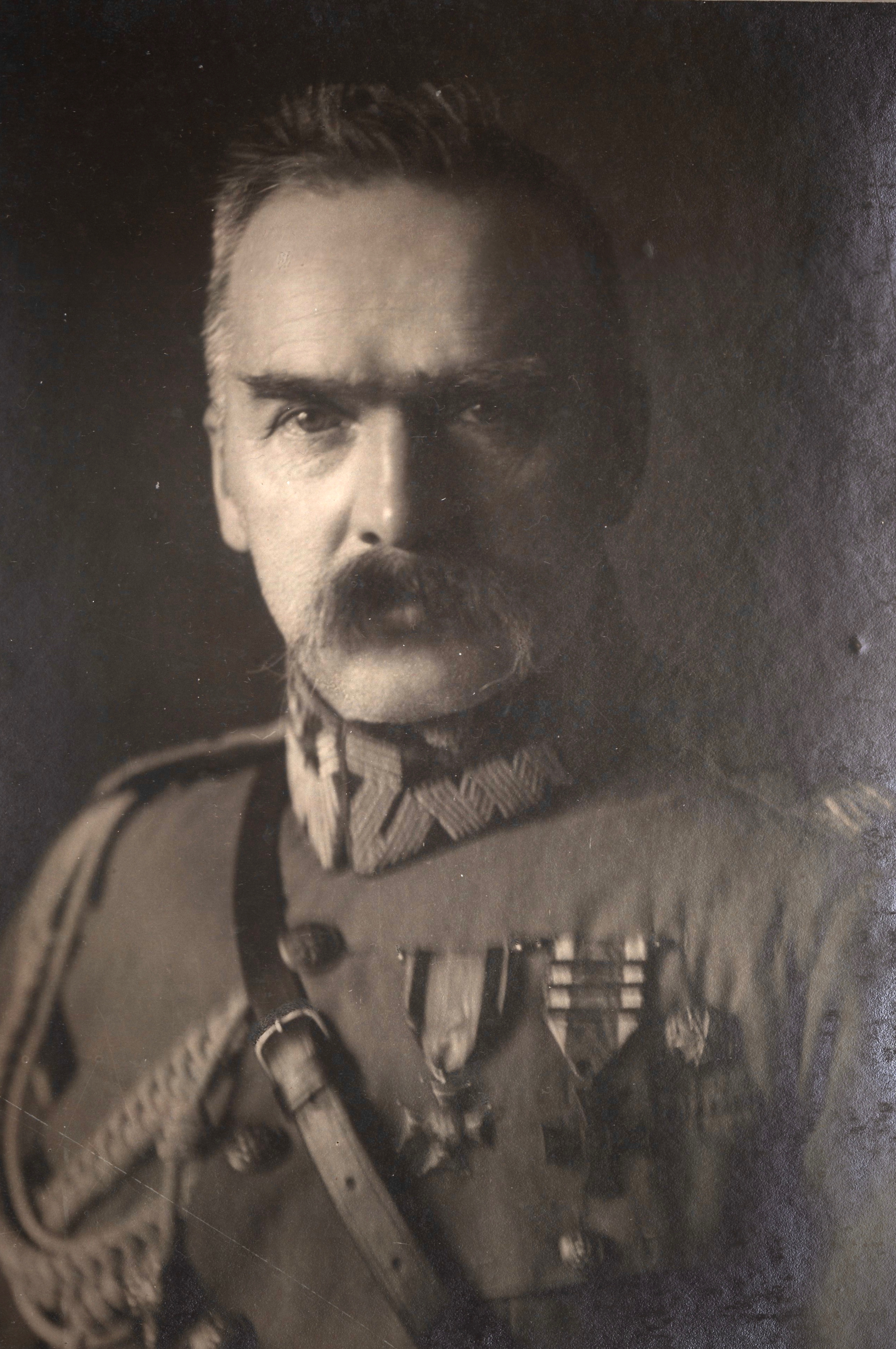
Le maréchal Józef Piłsudski.

En 1918, avec la fin de la Première Guerre mondiale, la carte de l'Europe centrale et de l'Europe de l'Est change radicalement. La défaite de l'Empire allemand et la guerre civile russe remettent au goût du jour une indépendance réelle des nouveaux États d'Europe centrale. Dans le même temps, la Russie, avant de se transformer en Union soviétique, voit ces territoires comme des provinces russes en rébellion, que la révolution puis la guerre civile, commencée en 1917, empêchent de mater rapidement.
Avec le succès du grand soulèvement de 1918, l'État polonais regagne son indépendance perdue en 1795 à la suite du troisième partage de la république des Deux Nations. Après 123 ans de résistance contre ses trois voisins impériaux, la Deuxième République polonaise est proclamée le 11 novembre 1918, mais ses frontières sont loin d'être stabilisées. L'établissement de ses frontières entre 1918-1921 est l'un des épisodes les plus complexes de l'histoire européenne et la conférence de Paris n'y joue qu'un rôle secondaire. La majeure partie du territoire polonais est conquise par les armes au cours d'une série de guerres locales. Le cœur de la nouvelle république — zone d'occupation allemande et autrichienne (Varsovie et Lublin), Galicie occidentale (Cracovie), puis la Grande-Pologne — est assuré avant même que les négociateurs se réunissent. Les combats se déroulent pour plusieurs régions périphériques à l'est et au sud : frontière lituanienne (lisières au-delà du Boug), Galicie orientale (Lwów) et duché de Cieszyn pendant que la conférence discute encore. À l'est, Józef Piłsudski, le père de l'indépendance polonaise et chef de l'État polonais, espère reconstituer la Pologne d'avant les partages, qui prendrait la tête d'une fédération d'États comprenant l'Ukraine, la Biélorussie, la Lituanie. Sur six guerres de frontières livrées pendant ces trois années, contre l'Allemagne (Posnanie et Silésie), la Tchécoslovaquie, la Lituanie, l'Ukraine occidentale et enfin la Russie soviétique, seule la dernière dépasse le plan local.

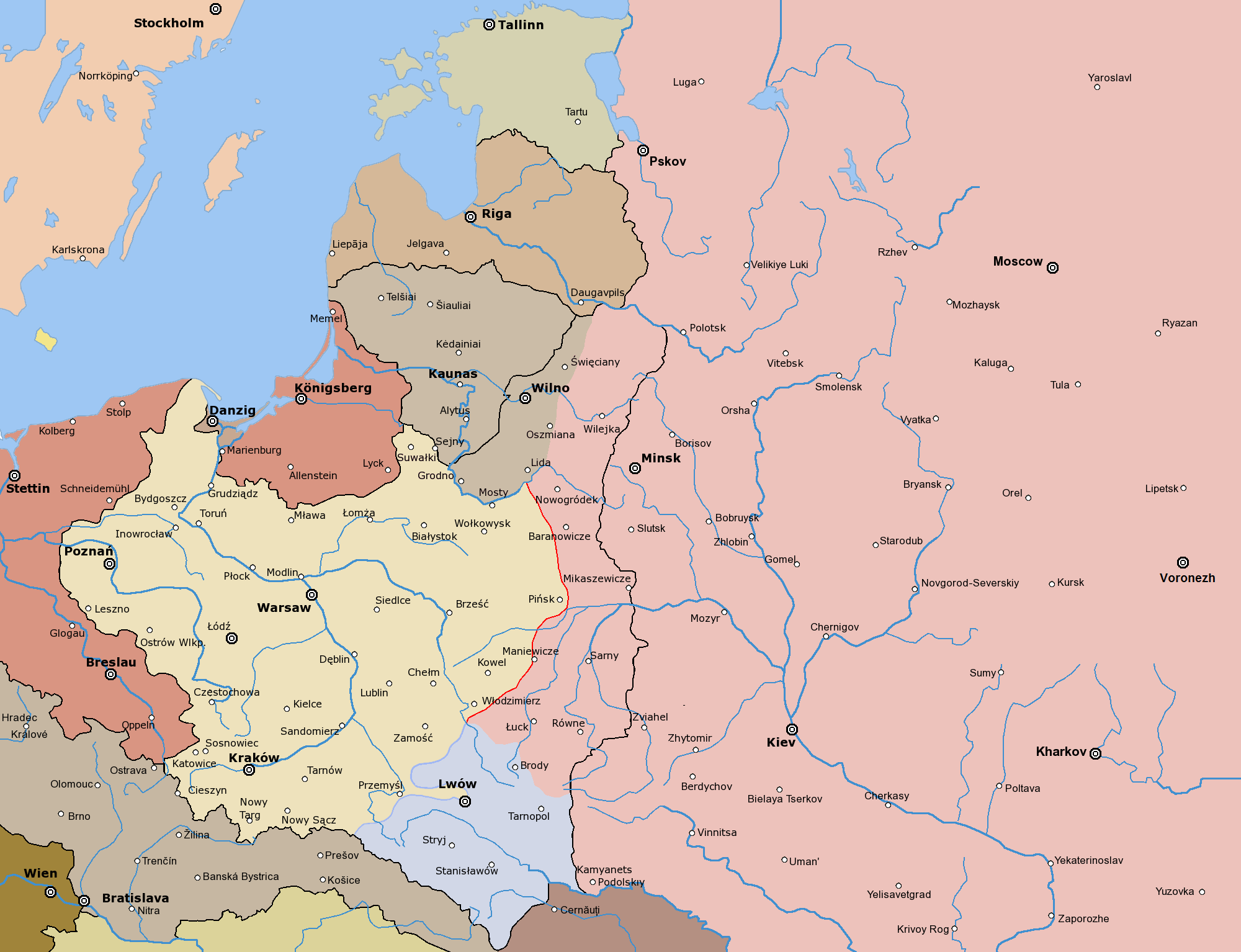
Renaissance de la Pologne, mars 1919 ; en bleu, l'éphémère Galicie ukrainienne.

En Russie, l'attention des politiques est principalement tournée vers la contre-révolution et l'opposition des puissances occidentales. L'année 1919, au cours de laquelle les Russes blancs lancent trois grandes offensives mal coordonnées contre les bolcheviks qui tiennent le centre de la Russie, est décisive.
En mars 1919, l'amiral Alexandre Koltchak lance, depuis ses bases de l'Oural, une offensive en direction de la Volga (vers l'est). À l'issue de combats acharnés (fin 1918 - été 1919), le général Anton Denikine finit par reprendre le contrôle de la majeure partie de l'Ukraine aux forces de Symon Petlioura, chef de file du Directoire national ukrainien qui a pris le pouvoir après le départ des Allemands et aux Bolcheviks soutenus alors par les partisans de Nestor Makhno. En juin 1919, Denikine lance une grande offensive vers Moscou (vers le nord), alors que le général Nikolaï Ioudenitch attaque à partir des pays baltes. Mais Koltchak est battu par les troupes de Sergueï Kamenev, l'offensive de Ioudenitch est arrêtée fin octobre, à 100 km de Petrograd, et Denikine perd Orel et Voronej. L'Armée rouge passe à l'offensive. À la fin de 1919, la victoire finale des Bolcheviks ne fait plus de doute. Les troupes françaises quittent Odessa, les Britanniques évacuent Arkhangelsk.
À la suite de ces victoires de l'Armée rouge sur les Russes blancs assistés par les puissances occidentales, Vladimir Lénine, chef du nouveau gouvernement de la Russie communiste, succombe à un élan d'optimisme. Les Bolcheviks croient alors que toutes les nations du monde vont se soulever pour instaurer le système soviétique, pour créer une alliance communiste mondiale. La principale raison de la guerre imminente avec la Pologne est de lier la révolution bolchévique à la révolution allemande. Lénine voit la Pologne comme un pont que l'Armée rouge doit franchir afin de lier les deux révolutions et aider d'autres mouvements communistes en Europe de l'Ouest. Selon lui, « c'est le moment où tous les Allemands, même les pires réactionnaires et monarchistes, vont reconnaître les Bolchéviques comme leur salut ».
L'offensive soviétique sur la Pologne a pour but « d'explorer l'Europe », afin d'y faire pénétrer le bolchévisme, et d'exporter la révolution prolétarienne par la force, grâce à l'Armée rouge. Dans un télégramme, Lénine déclare : « Nous devons diriger toute notre attention au renforcement des révolutions bolchéviques occidentales ». Le but de l'Armée rouge n'est pas de vaincre l'Europe mais de provoquer une révolution à l'échelle du continent. Selon le général Mikhaïl Toukhatchevski :

« À l’Ouest ! Sur le cadavre de la Pologne blanche se trouve la route à la révolution mondiale. Marchons sur Vilno, Minsk, Varsovie ! »

Pour barrer la route aux « rouges » et empêcher la jonction entre bolcheviks russes et allemands, Paris et Londres dépêchent en Pologne les deux missions militaires, française aux ordres de Maxime Weygand et britannique, composées d'environ 600 officiers (400 Français parmi lesquels Charles de Gaulle, et 200 Britanniques) rattachés aux unités polonaises à différents niveaux : leur rôle a été considérable dans l'amélioration de l'organisation et la logistique de l'armée polonaise,.

## Premiers accrochages

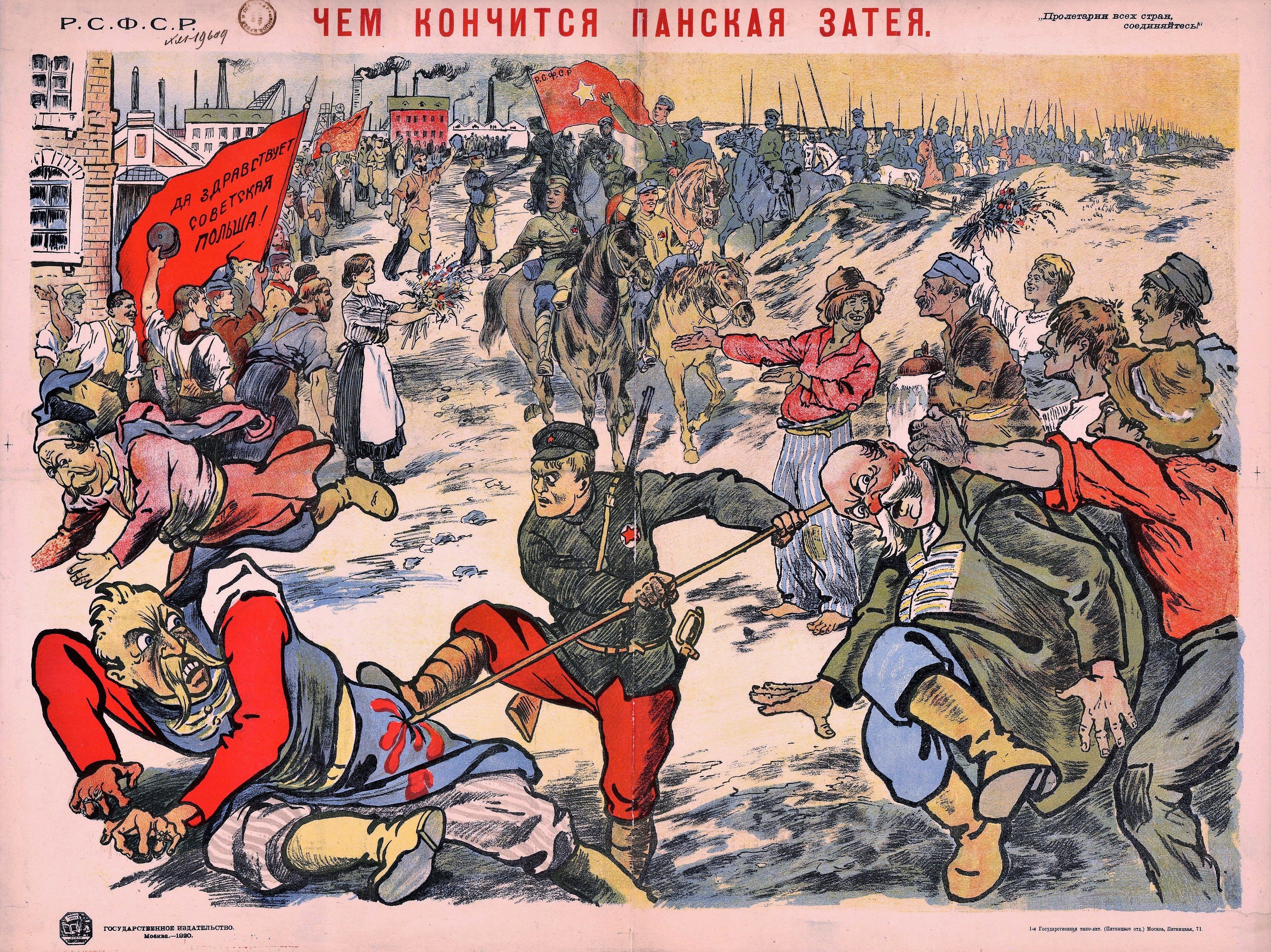
Affiche de propagande soviétique : Voilà comment mettre fin aux idées des maîtres. Longue vie à la Pologne soviétique !

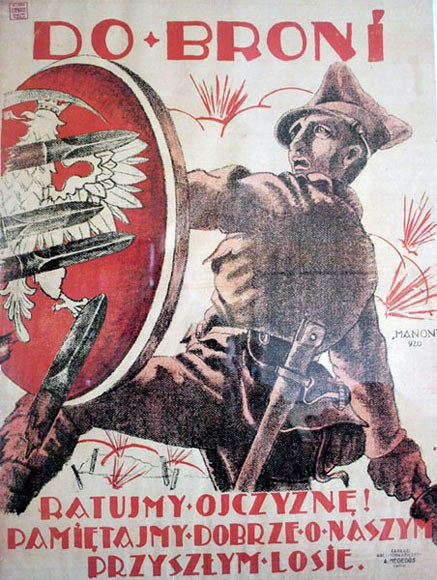
Affiche polonaise de recrutement : « Aux armes ! Sauvons la patrie ! Gardons bien à l'esprit notre sort futur ».

En novembre 1918, Lénine ordonne à l'Armée rouge d'avancer vers l'Ouest, en occupant les territoires que quittent les Allemands. Le but poursuivi est d'atteindre l'Europe centrale, d'installer des gouvernements soviétiques dans les pays nouvellement indépendants de la région et de soutenir les révolutions communistes en Allemagne et Autriche-Hongrie.
Au début de 1919, des combats éclatent presque par accident et sans directives des gouvernements respectifs, quand les forces bolchéviques affrontent les unités militaires polonaises d'auto-défense de Vilnius (Samoobrona), chacune essayant de contrôler le territoire pour son propre gouvernement. Les forces soviétiques, mieux organisées, prennent le dessus, et repoussent les forces polonaises vers l'Ouest.
Au printemps 1919, la conscription soviétique réunit une armée de 2 300 000 soldats. Toutefois, peu d'entre eux sont envoyés à l'ouest cette année-là, puisque la majorité de l'Armée rouge est engagée contre les Russes blancs. En septembre 1919, l'armée polonaise ne dispose que de 540 000 hommes sous les armes, dont 230 000 sur le front soviétique. De petites unités de police polonaise sécurisaient la frontière orientale. Au 14 février, les forces polonaises ont pris position le long de la ligne formée par Kobryn, Proujany, les rivières Zalewianka et Niémen. À cette date, des unités polonaises commencent à rencontrer des éléments avancés de l'Armée rouge, et une ligne de front se forme lentement, à partir de la Lituanie et à travers la Biélorussie et l'Ukraine.

## Début de l'affrontement

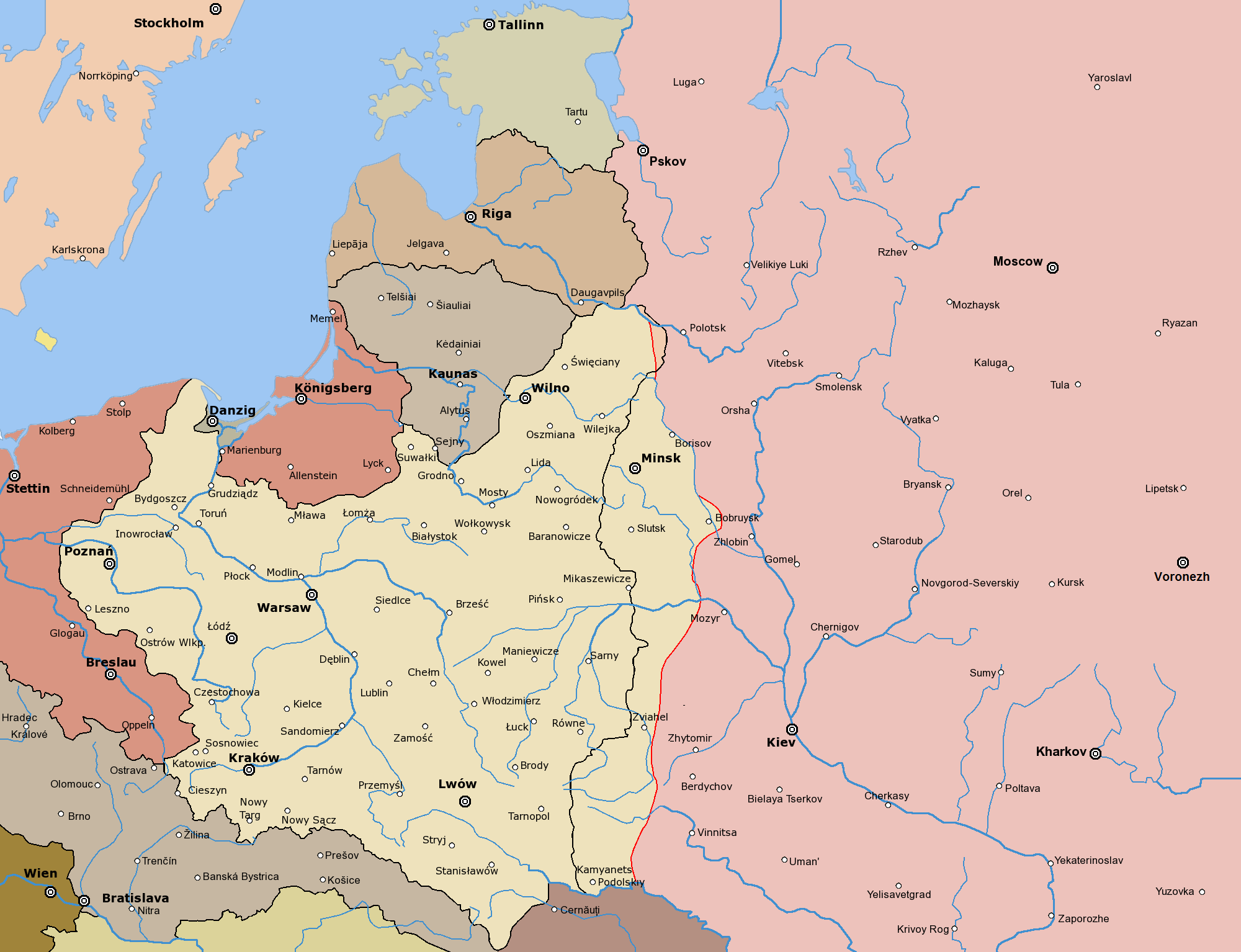
Europe centrale et Europe de l’Est en décembre 1919.

Le premier affrontement sérieux de la guerre a lieu le 14 février 1919 près des villes de Manevytchi et Biaroza en Biélorussie. Vers la fin février, la progression de l'offensive bolchevique s'arrête. Les forces soviétiques et polonaises sont également en conflit avec l'Ukraine et les troubles s’amplifient dans les pays baltes (guerre d'indépendance de l'Estonie, guerre d'indépendance de la Lettonie, guerre d'indépendance de la Lituanie). L'escalade du conflit semble inévitable.
Début mars 1919, les troupes polonaises commencent une offensive et traversent le fleuve Niémen, capturent Pinsk et atteignent l'orée de Lida. L'avancée des Russes et des Polonais commence à peu près en même temps en avril, ce qui se traduit par une augmentation du nombre des soldats en garnison dans cette région. Ce même mois, les bolcheviks capturent Grodno et Vilnius, mais sont repoussés par une contre-offensive. La nouvelle armée polonaise se montre un adversaire bien plus coriace que les Russes ne l'avaient initialement considéré. Incapable d'atteindre ses objectifs et devant faire face à des offensives de plus en plus vives des forces blanches, l'Armée rouge se retire de ses positions et se réorganise. La guerre russo-polonaise reprend plus sérieusement.
Au même moment, la guerre civile russe fait rage. Au début de l'été 1919, les Blancs prennent le dessus et les forces blanches dirigées par Anton Dénikine marchent sur Moscou. Pour Piłsudski, les Bolcheviks sont les moins dangereux des adversaires de la guerre civile russe car, comme les Blancs, ils proclament que les partages de la Pologne sont nuls et non avenus. Dans les mois qui suivent, Dénikine paye chèrement son refus de tout compromis sur la question.
Le 19 avril, les forces polonaises reprennent la grande ville de Vilnius et avancent régulièrement sur le front Est. Le 2 octobre, elles atteignent le fleuve Daugava et sécurisent la région de la Desna à Daugavpils (Dünaburg). Lors de la conférence d'Helsinki qui a lieu du 15 au 22 janvier 1920, les Polonais tentent de rallier la Lituanie, mais celle-ci préfère négocier avec la Russie.
Jusqu'au début de 1920, l'offensive polonaise est plutôt réussie. Des batailles éclatent bien sporadiquement entre les forces polonaises et l'Armée rouge. Cette dernière est trop occupée par la guerre civile, même si les forces blanches antirévolutionnaires reculent lentement mais régulièrement de tout le front ouest, de la Lettonie à l'Ukraine.

## Les alliances polonaises

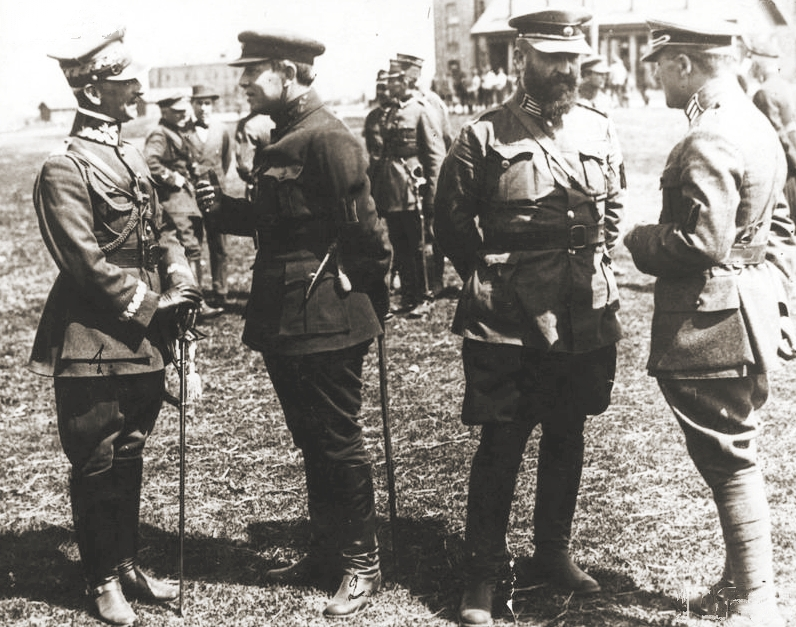
Le général polonais Listowski (à gauche), le leader des Ukrainiens en exil Symon Petlioura (second à gauche) et Marko Bezroutchko (à droite de dos), après l'alliance de Petlioura avec les Polonais.

En 1919, les deux camps tentent à plusieurs reprises de négocier la paix. En fait, les relations entre la Pologne et la Lituanie s'aggravent. Les dirigeants polonais sont réticents à céder aux demandes lituaniennes : une complète indépendance, et la ville de Vilnius, capitale historique de la Lituanie où vivent cependant une majorité de Polonais. Les négociateurs polonais font quelques avancées auprès du gouvernement provisoire letton, et les troupes polonaises et lettones mènent quelques opérations communes contre les bolcheviks au début de l'année 1920.
Le plus grand succès du côté polonais reste la signature d'une alliance avec la République populaire ukrainienne de Symon Petlioura. Ce dernier, après que son gouvernement a été vaincu par les Bolcheviks, obtient l'asile politique en Pologne et prend la tête d'une nouvelle armée populaire ukrainienne. La guerre polono-ukrainienne s’achève en juillet 1919, et à partir du mois de septembre, les fidèles de Petlioura, qu'ils soient polonais ou ukrainiens, combattent ensemble.

## Forces en opposition
L'armée rouge soviétique obtient plusieurs succès face aux Blancs, battant Anton Dénikine et signant des traités de paix avec la Lettonie et l'Estonie (traité de Tartu). Le front polonais devient le plus important théâtre militaire et la majorité des forces et des ressources soviétiques y sont consacrées. En janvier 1920, l'Armée rouge concentre 700 000 hommes près de la Bérézina et en Biélorussie. Durant l'année 1920, presque 800 000 soldats de l’Armée rouge sont envoyés sur le front polonais, dont 402 000 sur le front ouest et 355 000 aux armées du front sud-ouest et en Galicie. Les Soviétiques disposent de nombreux dépôts d'armes abandonnés par l'armée allemande durant sa retraite d'Europe de l’Est en 1918-1919, et des armements modernes de fabrication française pris aux Armées blanches russes et aux forces expéditionnaires alliées de la guerre civile russe. Grâce à ces nouveaux moyens, le haut commandement soviétique prévoit une offensive en avril-mai.
Les généraux bolcheviques sont : Mikhaïl Toukhatchevski (le nouveau commandant du front ouest), Léon Trotski, Joseph Staline et Félix Dzerjinski, Polonais de naissance et fondateur de la Tchéka, la police politique soviétique.
L'armée polonaise est formée de vétérans des armées impériales allemande, russe et austro-hongroise, renforcés par des volontaires et des recrues inexpérimentées. L'organisation logistique, très mauvaise, repose sur des équipements récupérés de la Première Guerre mondiale. L'armée polonaise utilise des armes provenant de cinq pays différents, et des fusils issus de six pays, chacun utilisant un type de munition différent. Les forces polonaises croissent de 100 000 hommes en 1918 à 500 000 en 1920. Au 20 août 1920, elle comprend 737 000 hommes, un nombre équivalent aux effectifs de ses adversaires.
Les services secrets polonais ayant appris que les Russes préparent une offensive, le commandement polonais décide d'attaquer le premier. L'opération Kiev consiste à battre l'Armée rouge sur le front Sud de la Pologne et à établir un gouvernement allié en Ukraine.

## L’avance polonaise: opération Kiev

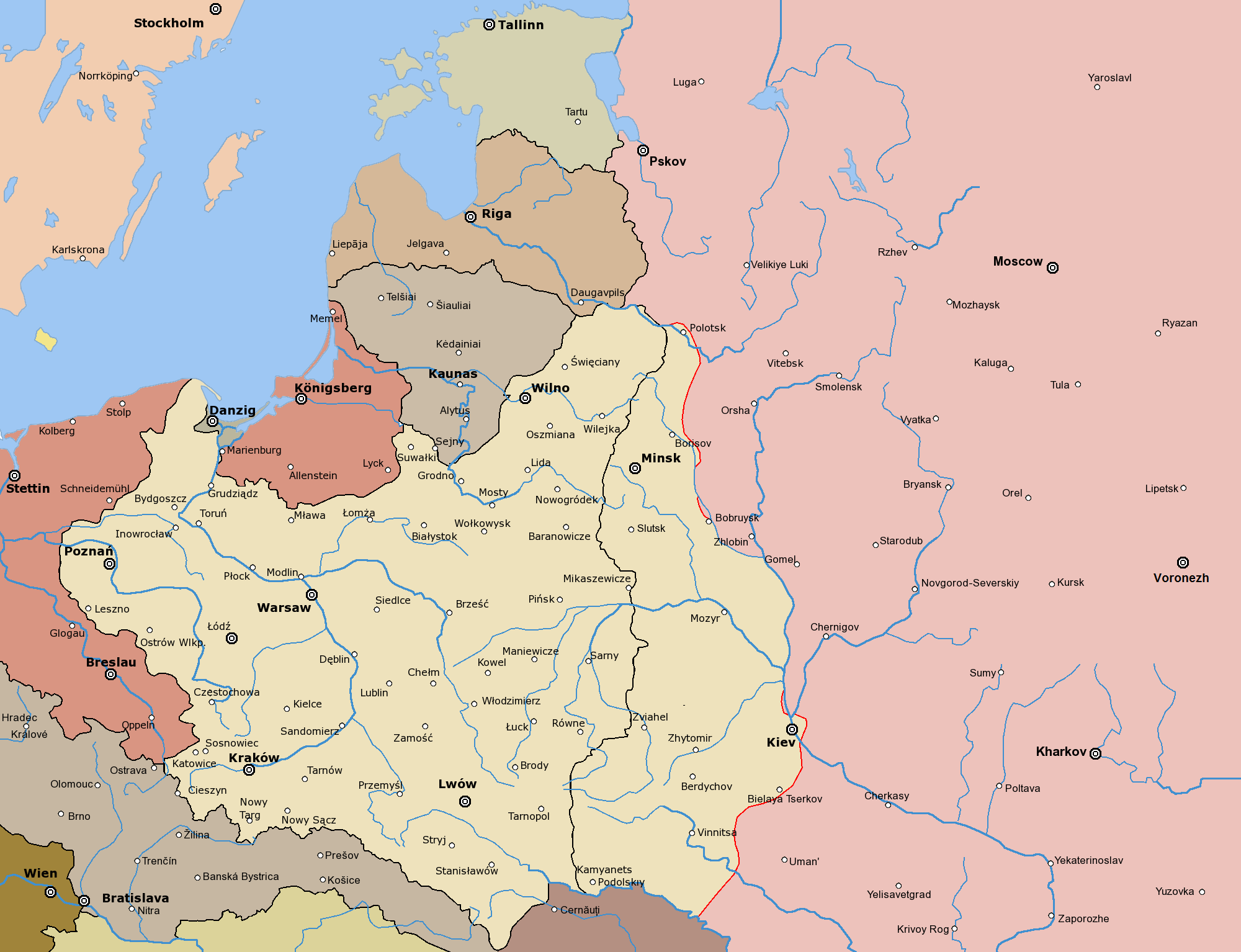
L'avance polonaise maximale lors de l', en juin 1920.

Jusqu'en avril 1920, les forces polonaises avancent lentement mais sûrement vers l'est. Le nouveau gouvernement letton demande l'aide polonaise pour reprendre Daugavpils, qui tombe après de durs combats en janvier et est remise aux Lettons, qui voient les Polonais comme des libérateurs. En mars, les forces polonaises enfoncent un coin entre les forces soviétiques de Biélorussie et d'Ukraine.
Le 24 avril, la Pologne déclenche son offensive générale, l'opération Kiev, avec pour objectif la création d'une Ukraine indépendante, qui deviendrait une des composantes de la fédération Międzymorze comprenant la Pologne, la Lituanie et la Biélorussie et d'autres États d'Europe centrale émergeant de la Première Guerre mondiale, proposée par Piłsudski, et une alliée dans le combat contre les Soviétiques. Durant l'offensive, la Pologne est appuyée par l'armée de la République populaire ukrainienne dirigée par Symon Petlioura.

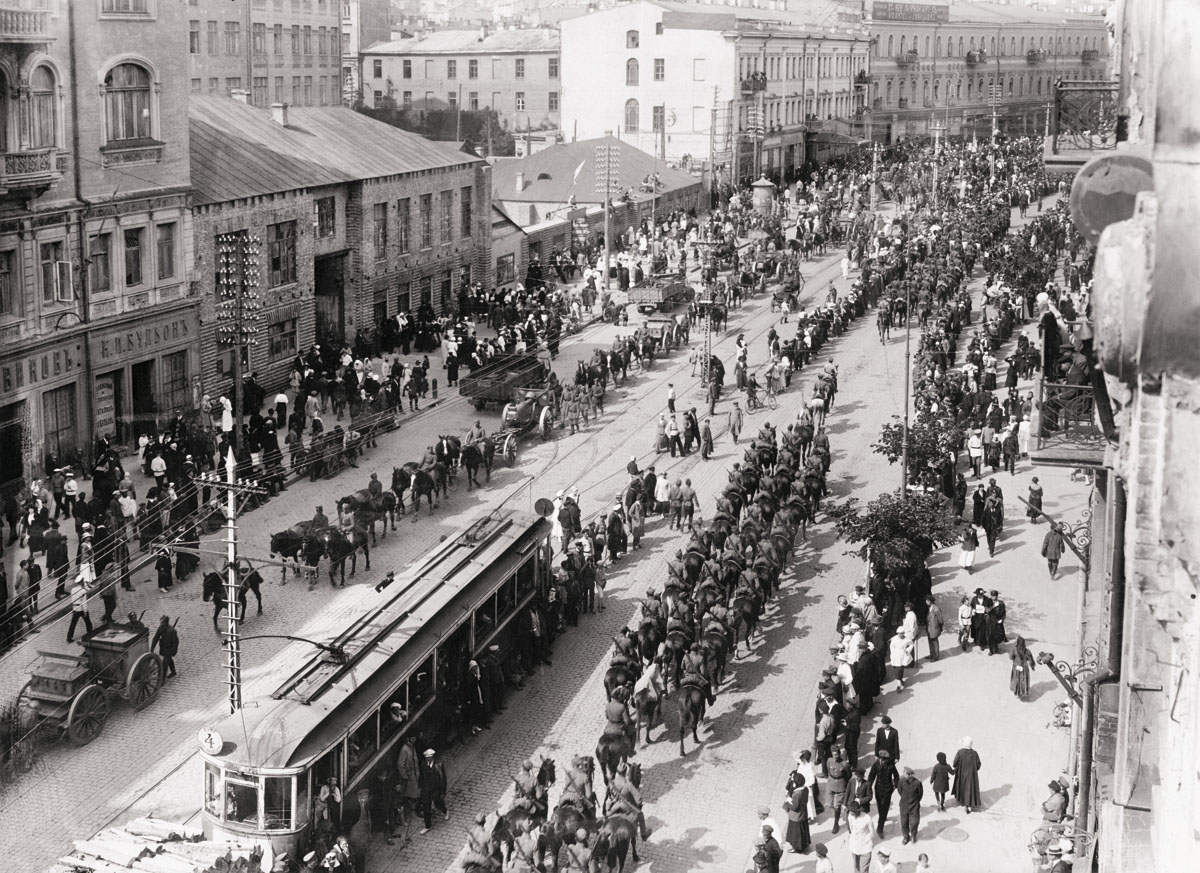
Soldats polonais entrant à Kiev le 7 mai 1920.

La 3e armée polonaise vainc facilement l'Armée rouge en Ukraine lors de combats frontaliers. Les forces combinées polono-ukrainiennes s'emparent de Kiev le 7 mai, ne rencontrant qu'une faible résistance. L'avancée militaire polonaise fait bientôt face aux contre-attaques de l'Armée rouge. Se préparant à une offensive vers Jlobine (en polonais : Żłobin), l'armée polonaise parvient à les repousser, mais est incapable de suivre ses plans initiaux. Plus au nord, la situation était encore plus mal engagée pour les Polonais. La 1re armée polonaise essuie une défaite, et doit battre en retraite, poursuivie par la 15e armée soviétique, qui reprend les territoires entre Dzwina et Bérézina. Les forces polonaises tentent de tirer avantage des flancs exposés de leurs adversaires, mais échouent à stopper l'avance soviétique lors de leur manœuvre d'enveloppement. Fin mai, le front est stabilisé près de la rivière Avouta (en), et les forces soviétiques commencent à préparer leur prochaine poussée.
Le 24 mai, les forces polono-ukrainiennes, au sud, affrontent pour la première fois la fameuse 1re armée de cavalerie (Konarmia) de Semion Boudienny. Le 5 juin, les assauts répétés des Cosaques brisent le front polono-ukrainien. Les Soviétiques déploient ensuite des unités de cavalerie mobile pour harceler l'arrière-garde polonaise, avec l'objectif de couper les lignes de communications. Le 10, les Polonais et leurs alliés ukrainiens battent en retraite sur l'ensemble du front. Kiev est abandonnée le 13.

## Les victoires soviétiques

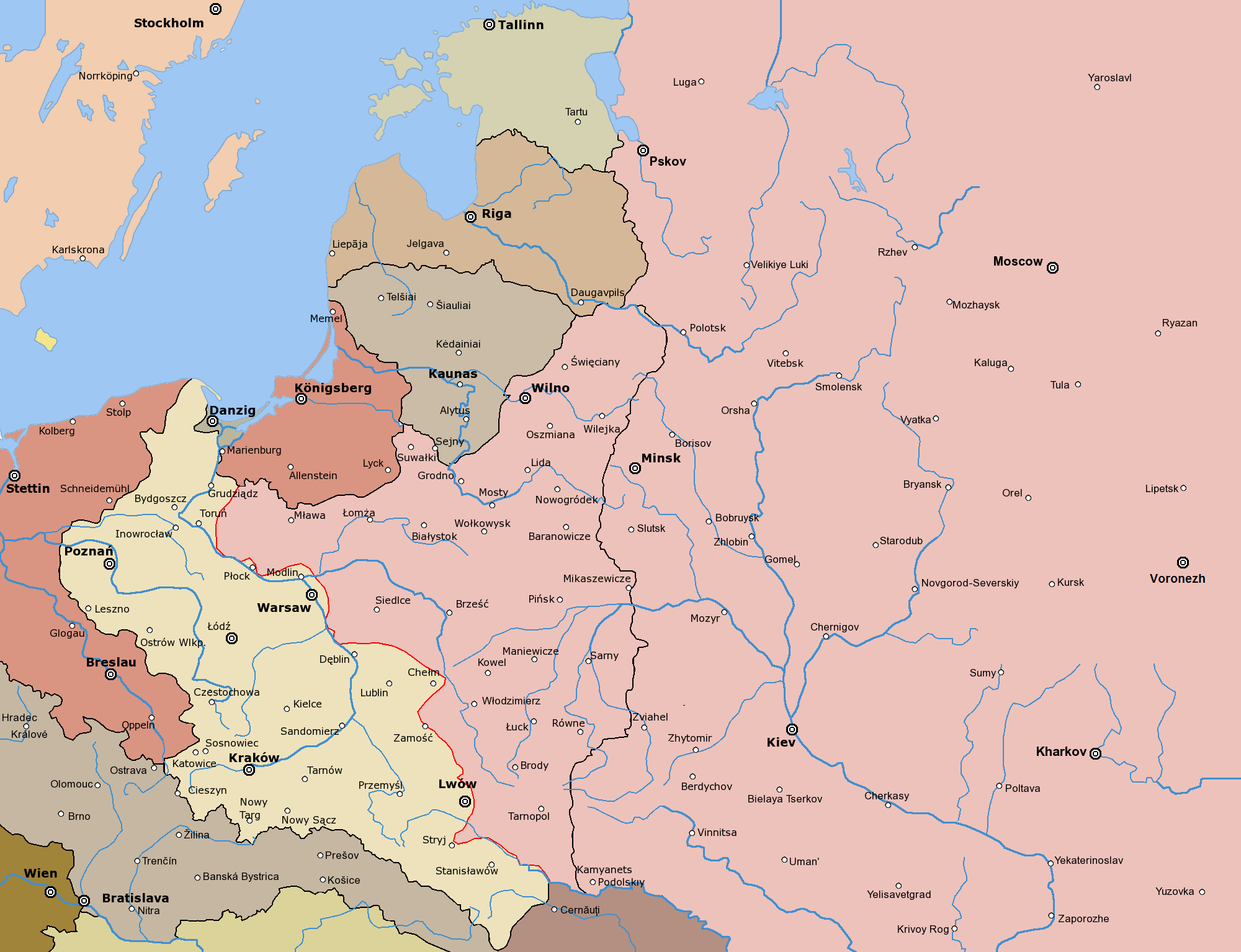
L'avance soviétique en août 1920.

Le commandant de la 3e armée polonaise en Ukraine, le général Edward Rydz-Śmigły, décide de basculer vers le nord-ouest. Ses forces se retirent en bon ordre, sans trop de pertes, mais ne sont pas capables de renforcer le front Nord et les défenses de la rivière Avouta, où s'apprête à se jouer une bataille décisive.
Sur 320 kilomètres, le front polonais n'est tenu que par une maigre ligne de 120 000 soldats appuyés par 460 pièces d'artillerie, sans réserves stratégiques. La pratique de l'établissement d'une ligne fortifiée de défense avait fait la preuve de son efficacité, lors de la Première Guerre mondiale, sur un front occidental saturé de troupes et de matériel. Le front polonais est quant à lui faiblement pourvu en hommes, avec une artillerie inadéquate et quasiment pas de fortifications.
Pour briser la ligne polonaise, l'Armée rouge forme le front du Nord-Ouest, dirigé par le jeune général Mikhaïl Toukhatchevski. Son effectif se monte à 108 000 fantassins et 11 000 cavaliers, appuyés par 722 pièces d'artillerie et 2 913 mitrailleuses. À certains endroits stratégiques, les Soviétiques sont quatre fois plus nombreux que les Polonais.
Toukhatchevski lance son offensive le 4 juillet, sur l'axe Smolensk-Brest-Litovsk, franchissant l'Avouta et la Bérézina. Le 3e corps de cavalerie de Haïk Bjichkian enveloppe les forces polonaises depuis le nord, en longeant la frontière avec la Lituanie et la Prusse-Orientale, hostiles à la Pologne. Les 4e, 15e et 3e armées opèrent une poussée décisive vers l'ouest, appuyées par la 16e armée et le Groupe Mozyrska. Pendant trois jours, l'issue de la bataille est indécise, mais la supériorité numérique des Russes finit par faire la différence. Toutefois, la défense acharnée des Polonais contrarie les plans de Toukhatchevski, qui consistent à repousser l'adversaire vers le sud-ouest dans les marais du Pripiat. Mais le 7 juillet, les forces polonaises reculent sur l'ensemble du front.
La résistance polonaise s'appuie sur la ligne des « tranchées allemandes », une ligne fortifiée datant de la Première Guerre mondiale, susceptible de bloquer l'offensive soviétique. Mais encore une fois, les troupes polonaises sont numériquement trop faibles. Les Soviétiques attaquent sur les points les moins défendus du front. Les forces de Gaïk Bjichkyan soutiennent les forces lituaniennes, lorsqu'elles reprennent Vilnius le 14 juillet, obligeant les Polonais à battre à nouveau en retraite. Au Sud, en Galicie, la cavalerie du général Boudienny s'avance jusqu'aux arrières polonaises, capture Brodno et s'approche de Lwów et Zamość. Début juillet, il devient évident pour les Polonais que les Russes ne veulent pas se contenter de retrouver les frontières d'avant la guerre. L'indépendance de la Pologne est en jeu.

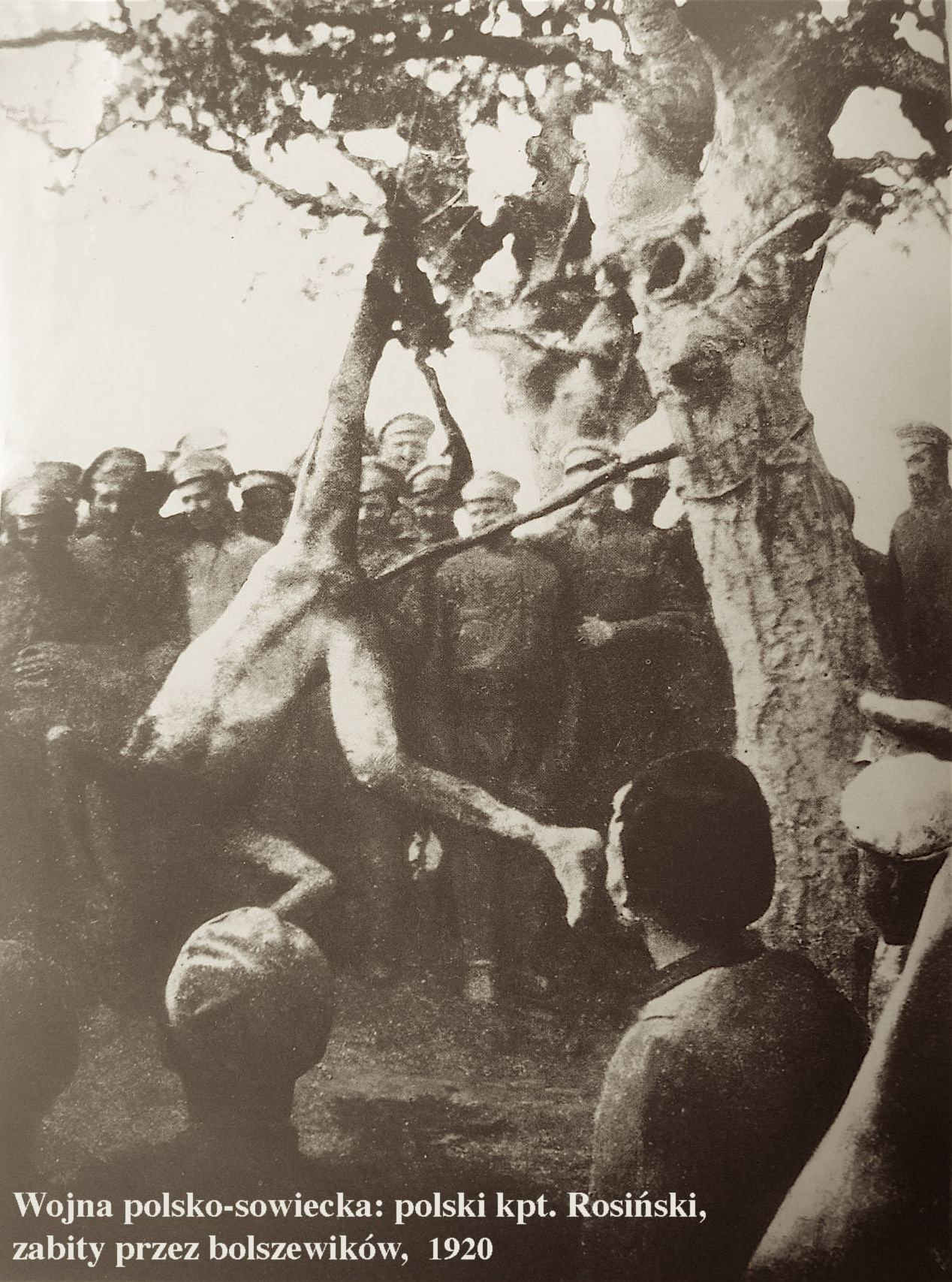
Les conventions de Genève ne sont absolument pas respectées durant la guerre soviéto-polonaise, et les atrocités sont nombreuses : ici, des soldats de l'Armée rouge profanent la dépouille d'un officier polonais tué.

Les forces russes se déplacent à raison de 30 kilomètres par jour. Grodno, en Biélorussie, tombe le 19 juillet, Brest-Litovsk le 1er août. Les Polonais tentent d'arrêter l'avancée soviétique sur le Boug, avec la 4e armée et le groupe Poleska, mais ne stoppent l'Armée rouge qu'une semaine. Après avoir franchi la rivière Narew le 2 août, les unités du front russe du Nord-Ouest ne sont plus qu'à 90 kilomètres de Varsovie. La forteresse de Brest-Litovsk, siège du quartier général polonais, est occupée dès la première attaque par la 16e armée. Le front russe du Sud-Ouest fait reculer les forces polonaises hors de l'Ukraine, près de Zamość et de Lviv (en polonais : Lwów), plus grande ville du Sud-Est de la Pologne, et centre industriel important, défendu par la 6e armée polonaise. Lwów assiégée, cinq armées soviétiques approchent de Varsovie. Le chemin vers la capitale est grand ouvert.
Les forces polonaises en Galicie, près de Lwów, lancent avec succès une contre-offensive pour ralentir les Soviétiques. La retraite du front sud s'arrête, mais la situation empire près de Varsovie, empêchant les Polonais de poursuivre leur contre-offensive vers l'est. Après la prise de Brest-Litovsk par les Soviétiques, toutes les forces polonaises disponibles sont dirigées vers la capitale, pour la bataille à venir.

## Jeux politiques

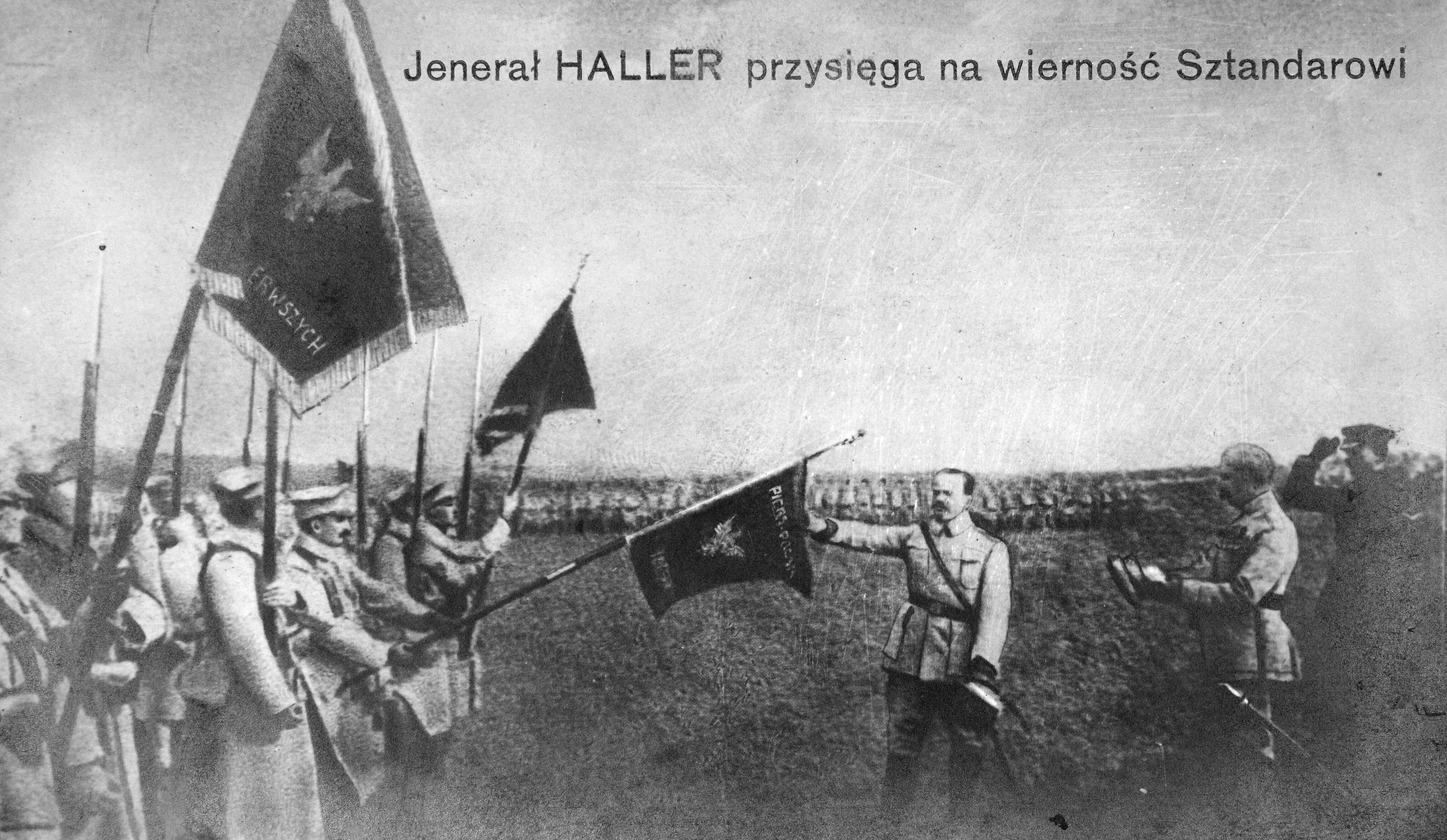
Le général Józef Haller et l'Armée bleue.

Avec cette marée se retournant contre la Pologne, le pouvoir politique de Piłsudski est affaibli et ses adversaires, y compris Roman Dmowski se soulèvent. Cependant Piłsudski réussit à regagner la confiance de l'armée, quand les forces soviétiques s'approchent de Varsovie et que la classe politique polonaise commence à déserter. Sur ordre du Parti communiste soviétique un gouvernement polonais, le « Tymczasowy Komitet Rewolucyjny Polski » (TKRP : Comité révolutionnaire provisoire polonais), est créé le 28 juillet à Białystok, pour administrer les territoires polonais pris par l'Armée rouge.
Le TKRP n'a que très peu de partisans dans la population polonaise et recrute surtout dans les rangs biélorusses et parmi les jeunes juifs les plus radicaux du Bund, qui se laissent séduire par les Bolcheviks. Les intrigues politiques entre les commandants bolcheviks russes grandissent au fur et à mesure des victoires. Le manque de coopération entre les commandants finit par coûter très cher dans la décisive bataille de Varsovie.
David Lloyd George hésite à soutenir les Polonais qu'on lui a présentés comme des nationalistes xénophobes, mais les pressions de l'aile droite de son cabinet, tels que George Curzon et Winston Churchill, le décident à offrir des fournitures à la Pologne. Le 11 juillet 1920, le gouvernement britannique envoie de facto un ultimatum aux Soviétiques. Ceux-ci reçoivent l'ordre de cesser les hostilités contre la Pologne et l'armée russe (l'Armée blanche dans le Sud de la Russie, dirigée par le baron Wrangel) et d'accepter ce qui sera plus tard appelé la ligne Curzon comme frontière temporaire avec la Pologne, jusqu'à ce que des négociations aboutissent au tracé d'une frontière permanente. En cas de refus soviétique, le gouvernement britannique menace d'aider la Pologne par tous les moyens disponibles.
En réalité, les moyens d'action en question sont très limités par la situation politique du Royaume-Uni. Le 17 juillet, les bolchéviques refusent et font une contre-proposition pour négocier un traité de paix directement avec la Pologne. Les Britanniques menacent à leur tour de couper les relations commerciales si les Soviétiques poursuivent leurs offensives contre la Pologne. Mais ces menaces demeurent ignorées.
L'opinion publique occidentale, influencée par la presse et par des politiciens de gauche, est fortement anti-polonaise. Beaucoup d'observateurs étrangers s'attendent à ce que la Pologne soit rapidement défaite et devienne une nouvelle république soviétique. En juillet 1920, le Royaume-Uni annonce qu'il enverra les énormes excédents d’armes de la Première Guerre mondiale en Pologne, mais le Trade Union Congress, fédération des syndicats britanniques, s'insurge contre le soutien britannique à « la Pologne blanche », et menace de faire grève en assurant que pas une seule arme ne sortirait des ports.
La menace de grève générale fournit une excuse à Lloyd George pour tourner le dos à ses engagements. Le 6 août, le Parti travailliste publie une brochure incitant les travailleurs à ne jamais prendre part à la guerre comme alliés de la Pologne. Les syndicats bloquent l'approvisionnement de la force expéditionnaire britannique chargée d'aider les Russes blancs à Arkhangelsk. En France, dans l'Humanité, les socialistes déclarent : « Pas un homme, pas un sou, pour la Pologne réactionnaire et capitaliste. Vive la révolution russe ! Longue vie à l'Internationale du Travail ! »
La Pologne commence à subir de sérieux revers, en raison de sabotages et de retards dans les livraisons de fournitures de guerre lorsque les travailleurs autrichiens, tchèques et allemands en refusent le transit vers la Pologne.
En juillet 1920, la Lituanie, majoritairement anti-polonaise, décide d'appuyer les Soviétiques. Cette décision est dictée par le désir de récupérer Vilnius et ses environs. Cette décision est d'autant plus facile à prendre que la présence de l'Armée rouge stationnée sur les frontières de la Lituanie constitue pour la Pologne une menace. Les différends entre Pologne et Lituanie aboutissent à une guerre, souvent considérée comme faisant partie de la guerre soviéto-polonaise, qui débute en août 1920.
Face aux Soviétiques, en 1919, la Pologne est bien isolée, mais elle possède quand même quelques alliés. Les russes Blancs sont presque totalement vaincus en Russie, mais la France poursuit sa politique de lutte contre le bolchevisme et envoie, en avril 1919, un groupe de quatre cents conseillers militaires, commandé par le général Paul Prosper Henrys. Ce groupe constitue la mission militaire française pour la Pologne. Le jeune capitaine Charles de Gaulle y fait deux séjours, d'abord comme instructeur à l'école d'infanterie de Rembertów, d'avril 1919 à mai 1920, puis comme conseiller auprès d'un groupe d'armées, de juin 1920 à janvier 1921. Les officiers supérieurs français, à l'issue de leur mission, vont revenir décorés de la médaille de l'ordre de Virtuti Militari, la plus haute décoration militaire polonaise. La mission française travaille en parallèle avec la mission militaire britannique pour la Pologne, dirigée par le lieutenant général Adrian Carton de Wiart. En plus des conseillers, la France a aussi facilité le retour en Pologne de l'Armée bleue, commandée par le général polonais, Józef Haller. Cette unité est composée de soldats polonais et de quelques volontaires d'origines diverses qui servirent sous commandement français pendant la Première Guerre mondiale.
De son côté l'ambassadeur polonais à Bucarest, Aleksander Skrzyński, y signe en 1919 une alliance défensive avec le royaume de Roumanie, soutenu par la mission française Berthelot, et qui craint que le Russie soviétique et la Hongrie bolchévique ne fassent leur jonction à travers la Pocoutie et la Ruthénie subcarpathique. La 8e division roumaine (ro) des généraux Iacob Zadik (en) et Nicolae Petala (en) et la 4e division polonaise du général Franciszek Kraliczek-Krajowski (en) prennent donc position en Pocoutie, tout en déclarant qu'elles « n'intervenaient pas contre l'armée ni le peuple ukrainien ni ses représentants dont les propriétés, la sécurité, les institutions et leur fonctionnement seraient respectées »… ce qui n'empêchera pas les Polonais, après le retrait de l'Armée rouge et des Roumains, de mettre fin à l’éphémère République populaire d’Ukraine occidentale.
Une fois les bolchéviks hongrois vaincus, la Hongrie dirigée par les conservateurs Pál Teleki et Miklos Horthy envoie elle aussi des secours à la Pologne, car l'aide de la France est ralentie par les ouvriers communistes français bloquant les transports ferroviaires et les ports. Les Hongrois rassemblent alors un corps de 30 000 cavaliers et un convoi massif de munitions, d'armes et d'engins militaires pour la Pologne, mais le gouvernement tchécoslovaque refuse le passage à travers son territoire, et le convoi transite par la Roumanie.
Au mois de juillet 1920, la France et la grande-Bretagne envoient une mission interalliée pour la Pologne qui comprend notamment le diplomate français, Jean Jules Jusserand, le diplomate britannique Edgar Vincent d'Abernon, le général Weygand, chef d'état-major du maréchal Foch, et sir Maurice Hankey.
La mission interalliée à peine constituée, les Polonais remportent la cruciale bataille de Varsovie. Les sources secondaires anglaises et françaises affirment que c'est l'arrivée opportune des forces alliées qui sauva la Pologne. Pour le moins, l'assistance militaire et les livraisons de matériel ont été déterminantes dans la bataille. La coopération franco-polonaise se poursuivra pour aboutir, le 21 février 1921 à l'entrée de la France dans une alliance militaire formelle avec la Pologne. Cette alliance sera un facteur important au cours des négociations entre la Pologne et l'Union soviétique.

## Le miracle de la Vistule

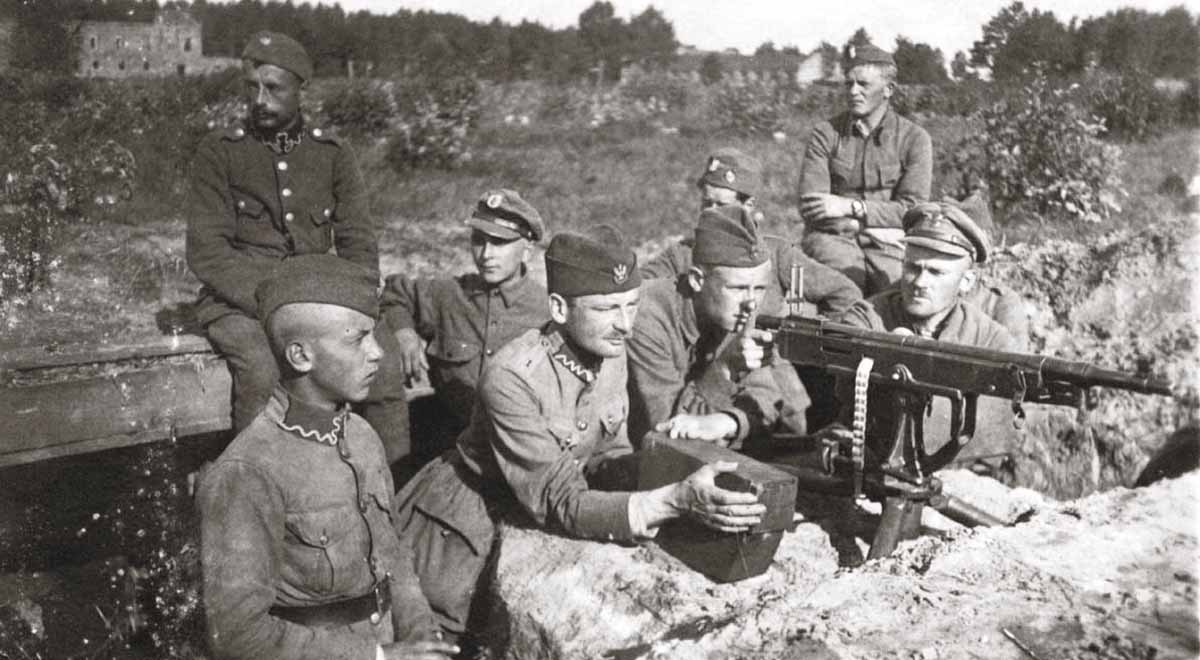
Défenses polonaises à Miłosna, près de Varsovie en août 1920.

Le 10 août 1920, les unités cosaques russes sous le commandement de Haïk Bjichkian traversent la Vistule. Ce dernier prévoit de prendre Varsovie par l'Ouest tandis que l'attaque principale viendra de l'Est. Mais la 1re Armée polonaise résiste à l'offensive russe sur Varsovie, arrêtée le 13 août, à la bataille de Radzymin.
Mikhaïl Toukhatchevski, commandant en chef des armées soviétiques, est sûr que tout se passe suivant les plans. Cependant grâce à des informations du renseignement militaire polonais qui a décrypté les messages radio de l'Armée rouge, Piłsudski et son chef d'état-major Tadeusz Rozwadowski parviennent à lui tendre un piège.
Dans le nord du pays, les Soviétiques traversent la Vistule, en pure perte car il n'y a personne en face d'eux, alors qu'au sud de Varsovie, où le sort de la guerre est sur le point de se décider, Toukhatchevski n'a laissé que quelques forces pour maintenir ses communications. Par ailleurs, la 1re armée de cavalerie (en) de Boudienny, pourtant redoutée des Polonais, a été neutralisée à la bataille de Lwów (en).
Le Haut Commandement soviétique a pourtant ordonné à la 1re armée de cavalerie de marcher sur Varsovie et Lublin, mais Boudienny a désobéi. Il faut y voir le jeu politique de Staline, à la recherche d'un triomphe personnel : le commissaire politique du front du Sud-Ouest est obnubilé par la prise de Lwów qui résiste depuis trop longtemps aux assauts des forces bolcheviques. C'est lui qui aurait incité Boudienny à désobéir, prétextant d'un désaccord entre Toukhatchevski et Aleksandr Iegorov, commandant en chef du front sud-ouest.

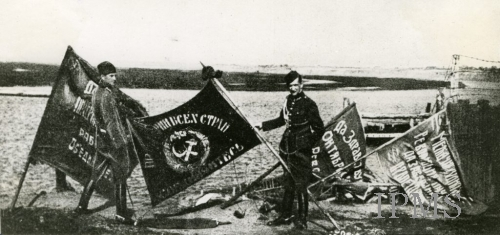
Soldats polonais se partageant les drapeaux soviétiques après la bataille de Varsovie.

La 5e armée polonaise (pl) du général Władysław Sikorski contre-attaque le 14 août en traversant la rivière Wkra dans la région de la forteresse de Modlin (Modlin Twierdza, à 30 km au nord-ouest de Varsovie, au confluent du Narew et de la Vistule). Elle fait face aux forces combinées des 3e et 15e armées soviétiques, très supérieures numériquement et matériellement. En une journée, l'avance soviétique vers Varsovie et Modlin est arrêtée et se transforme bientôt en retraite. Dans un mouvement éclair, la 5e armée repousse les formations soviétiques épuisées loin de Varsovie. Les forces polonaises avancent de plus de 30 km par jour et ruinent la manœuvre soviétique dans le nord.
Le 16 août, la contre-offensive polonaise rejoint l'armée de réserve du maréchal Piłsudski. Exécutant précisément le plan, les forces polonaises progressent du sud du pays vers le nord, profitant de l'écart considérable entre les fronts ennemis et de la faiblesse du groupe Mozyrska censé maintenir la liaison entre les différentes armées soviétiques. Elles parviennent ainsi à l'arrière de l'armée de Toukhatchevski, en grande partie encerclée le 18 août.
Ce même jour, Toukhatchevski, dans son quartier général de Minsk à 480 km à l'est de Varsovie, prend seulement conscience de la défaite soviétique et ordonne la retraite vers le Boug, dans l'espoir de reconstituer sa ligne de front, pour mettre fin à l'attaque polonaise et reprendre l'initiative. Mais il a déjà perdu le contact avec la plupart de ses forces et ses ordres ne parviennent même pas à leurs destinataires, empêchant leur réalisation.
La retraite se déroule dans le plus grand désordre. Des divisions entières se désintègrent dans la panique. La défaite de l'Armée rouge est si grande et si inattendue que les détracteurs de Piłsudski qualifient la bataille de Varsovie de « Miracle de la Vistule ». Des documents provenant des archives militaires polonaises, inconnus jusqu'en 2004, ont révélé l'impact du décryptage des communications radio de l'Armée rouge par les Polonais sur le sort de l'offensive russe.

## La défaite de Boudienny et de Toukhatchevski
L'avance de la 1re armée de cavalerie de Boudienny vers Lwów est interrompue une première fois du 29 juillet au 2 août 1920, à la bataille de Brody et ensuite le 17 août lors de la bataille de Zadwórze (en), où une petite unité polonaise se sacrifie pour empêcher la prise de Lwów, vitale pour les renforts polonais se dirigeant vers Varsovie.
Se déplaçant à travers des zones faiblement défendues, la cavalerie de Boudienny atteint Zamość le 29 août et tente de s'en emparer au cours de la bataille de Zamość (ru). Cependant elle est bientôt confrontée au nombre grandissant d'unités polonaises rendues disponibles après la contre-offensive sur Varsovie.
Le 31 août 1920, la cavalerie de Boudienny lève le siège de Lwów et tente de porter secours aux forces soviétiques qui battent en retraite de Varsovie. Celles-ci ont été interceptées et défaites par la cavalerie polonaise au cours de ce qui fut la plus grande bataille de cavalerie depuis 1813 et l'un des derniers combats de cavalerie dans l'histoire, à la bataille de Komarów (1920) près de Zamość. Bien que l'armée de Boudienny ait réussi à éviter l'encerclement total, elle a subi de lourdes pertes et son moral est au plus bas. Le reste de la 1re armée de cavalerie se retire vers Volodymyr-Volynsky le 6 septembre et est encore repoussé peu de temps après, à la bataille de Hrubieszów.
Toukhatchevski réussit à réorganiser la retraite vers l'est et, en septembre, il établit une nouvelle ligne de défense près de la frontière entre la Pologne et la Lituanie, au nord de la Polésie, avec pour principal point d'appui de la ville de Grodno en Biélorussie. Pour briser cette ligne, l'armée polonaise remporte la bataille du Niemen. Le fleuve traversé, elle déborde les forces soviétiques, de nouveau forcées de se retirer. La progression continue sur tout le front de l'Est. Vers la mi-octobre, l'armée polonaise atteint la ligne Tarnopol-Doubno-Minsk-Drisa.
Dans le Sud, les forces ukrainiennes de Petlioura battent la 14e armée soviétique et le 18 septembre prennent le contrôle de la rive gauche du fleuve Zbroutch. Le mois suivant, elles se déplacent vers l'est jusqu'à la ligne Yaruha sur le Dniestr-Charhorod-Bar-Lityn
Les Soviétiques demandent alors la paix. Sous la pression des gouvernements occidentaux et de la Société des Nations, les Polonais acceptent de négocier. Une première proposition soviétique est faite le 21 septembre suivie d'une autre le 28. La délégation polonaise fait une contre-proposition le 2 octobre. Le 5, les Soviétiques proposent des amendements que la Pologne accepte. L'armistice, entre la Pologne d'un côté, la république socialiste soviétique d'Ukraine et la république socialiste fédérative soviétique de Russie de l'autre, est signé le 12 octobre et entre en vigueur le 18 octobre 1920. De longues négociations de paix s'ensuivent.

## La paix de Riga

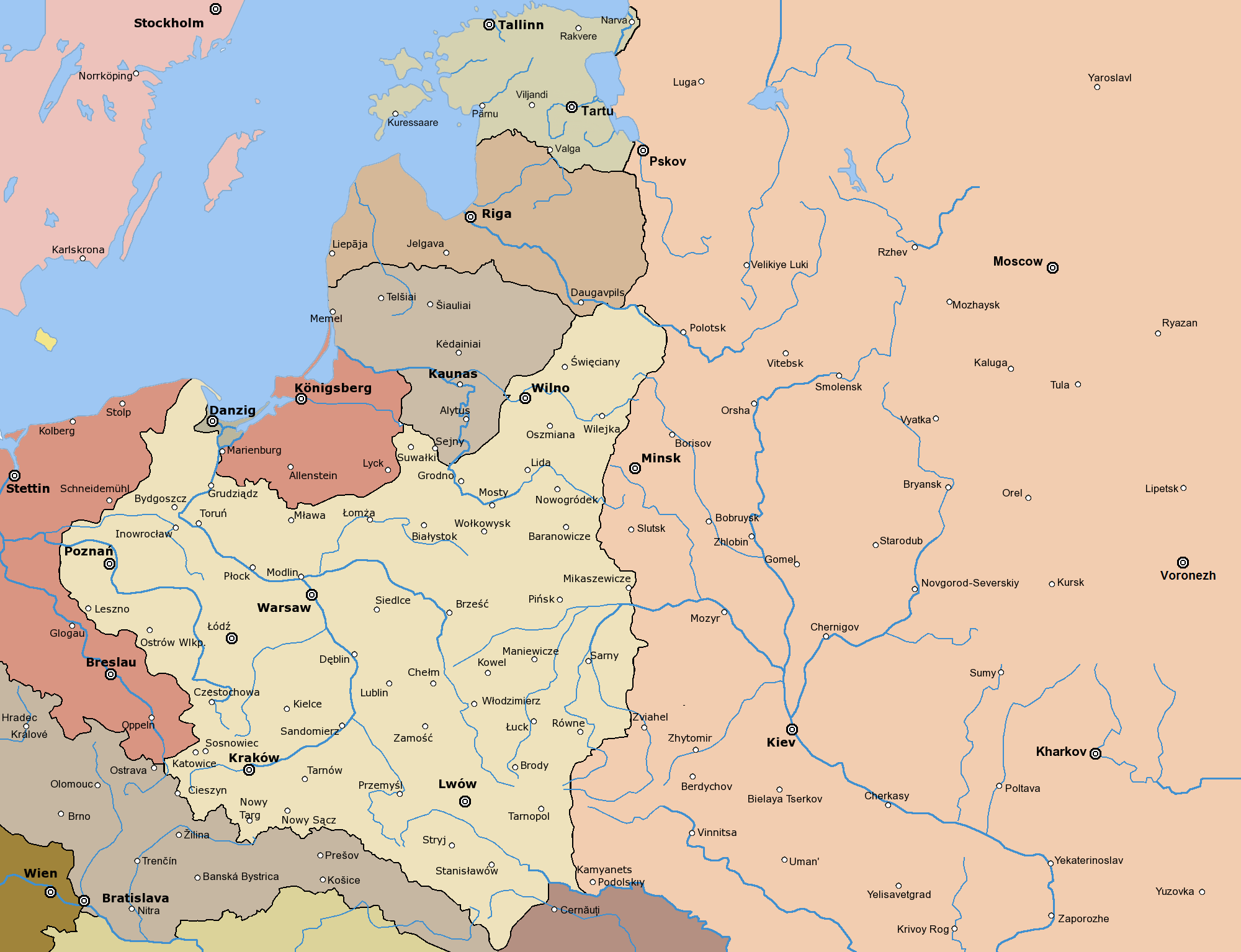
La Seconde République polonaise, 1922-1938.

Après les négociations de paix, la Pologne n'occupe pas tous les territoires qu'elle contrôlait à la fin des hostilités.
En raison de leur désastreuse défaite militaire, les Soviétiques avaient offert à la délégation polonaise de substantielles concessions territoriales. Toutefois, pour certains observateurs, les négociateurs polonais ont conduit les pourparlers de Riga comme si la Pologne avait perdu la guerre. Sous la pression de l'opinion publique et de la Société des Nations, la paix de Riga est signée le 18 mars 1921 officialisant le partage des territoires contestés en Biélorussie et Ukraine entre la Pologne et la Russie.
Piłsudski a considéré ce traité comme une lâcheté et présentera ses excuses à ses alliés anticommunistes ukrainiens car il violait les termes de leur alliance militaire interdisant une paix séparée. Les nationalistes ukrainiens s'estimant effectivement trahis, les relations entre la Pologne et sa minorité ukrainienne (en Galicie, sud-est de la Pologne) s'en trouvèrent très dégradées. Alors que les alliés nationalistes anticommunistes se réunissaient dans les multiples pogroms associant les juifs aux bolchéviques (dès novembre 1918 à Lvov, Pinsk et Kielce), ils s'opposaient dans leur vision nationale puisque l'expansionnisme polonais visait la région ukrainienne... Les nationalistes ukrainiens (l'Armée insurrectionnelle ukrainienne, l'UPA) se déchaîneront ainsi lors des massacres des Polonais de Volhynie comme lors des massacres des Juifs pendant la Seconde Guerre mondiale.
La guerre et ses séquelles ont donné lieu à d'autres controverses sur la situation des prisonniers de guerre des deux parties, le comportement de certains commandants comme Stanisław Bułak-Bałachowicz ou Vadim Yakovlev vis-à-vis de la population civile.
Les succès militaires de l'automne de 1920 en Lituanie ont permis à la Pologne de conquérir la région de Vilnius, où la république de Lituanie centrale (polonais : « Republika Litwy Środkowej ») fut formée. Le 20 février 1922, la Sejm (parlement) de cette région de Vilnius, contrôlée par les partis polonais à la suite d'élections controversées tenues le 8 janvier et marquées par une abstention massive des non-polonais, demande l'incorporation à la Pologne. L'incorporation est ratifiée par la Sejm polonaise le 22 mars 1922. Cette annexion affectera les relations entre la Pologne et la Lituanie pendant plusieurs décennies.
L'alliance de la Lituanie avec les Bolchéviques (Traité de paix lituano-soviétique de 1920) et sa déclaration de guerre contre la Pologne lui ont permis de gagner son indépendance : la Pologne, victorieuse dans le conflit de 1920, accepta le maintien de cette Lituanie indépendante après l'avoir toutefois amputée de la région de Vilnius, annexée le 22 mars 1923.

## Anecdote
- Le capitaine Charles de Gaulle a participé à la Bataille de Varsovie et a reçu la plus haute distinction militaire polonaise, la Virtuti Militari[22].